# Bohuš Vybíral
Bohuš Vybíral (14. ledna 1887 Hranice – 25. dubna 1951 Olomouc) byl moravský učitel, knihovník, spisovatel a překladatel.

## Život
Narodil se v rodině krejčího Tomáše Vybírala a Tekly rozené Müllerové. Měl dva sourozence: Karla (1890) a Boženu Hňupovou (1894). V Hlinsku u Lipníka se 23. 9. 1918 oženil s Marií Obručníkovou.
Maturitu složil na gymnáziu v Hranicích. Pak studoval v letech 1907 až 1912 slavistiku a germanistiku na Vídeňské universitě. Jeho učiteli byli Vatroslav Jagić, Milan Rešetar, Josef Konstantin Jireček či Václav Vondrák. Dále studoval dejiny umění u Maxe Dvořáka. V roce 1911 dosáhl doktorského titulu, r. 1912 vykonal profesorské zkoušky pro češtinu a němčinu.
Pracoval v oboru literárně-historickém a knihovědném. Propagoval československo-jihoslovanské styky. Překládal ze slovinštiny, chorvatštiny a z němčiny. Byl členem Slovanského ústavu v Praze a Vlasteneckého spolku musejního v Olomouci (v letech 1925–1928 byl členem redakce časopisu tohoto spolku). Obdržel jihoslovanský řád sv. Sávy. V Olomouci 6 bydlel na adrese Na trati 27.

## Dílo

### Překlady
- Kurent: starodávná povídka – Ivan Cankar; úvod napsal Josef Karásek. Praha: Jan Otto
- Ferdinand: komedie o třech jednáních – Geno R. Senečić. Olomouc: vlastním nákladem

- Kamarád Severin – Ivan Cankar; in: 1000 nejkrásnějších novel č. 16. Praha: J. R. Vilímek, 1911
- Soror Pia – Ivan Tavčar; in: 1000 nejkrásnějších novel č. 28. Praha: J. R. Vilímek, 1912
- Josefa Seweneichová – Klára Viebigová; z němčiny; in: 1000 nejkrásnějších novel č. 85. Praha: J. R. Vilímek, 1915
- Vidiny – Ivan Cankar. Praha: Alois Neubert, 1920
- Slovinci: zeměpisný, dějepisný, politický, kulturní, hospodářský a sociální přehled – Fran Erjavec; ze slovinštiny; s předmluvou Václava Buriana. Prostějov: J. F. Buček, 1924
- Helena – Marija Kmetová; ze slovinštiny. Prostějov: J. F. Buček, 1924
- Zápisky Tiny Gramontové – Vladimir Levstik. Olomouc: Romuald Promberger, 1926
- Kontrolor Škrobar: román – Alojz Kraigher; ze slovinštiny. Olomouc: R. Promberger, 1928
- Děti slunce – Ivan Pregejl. Olomouc: s. n., 1929
- Plebanus Joannes – Ivan Pregelj. Olomouc: R. Promberger, 1930
- Na úskalí: román – Tone Seliškar; ze slovinštiny. Praha: Leopold Mazáč, 1936
- Na vorech – Anton Ingolič; ze slovinštiny; doslov O. Berkopec. Praha: Práce, 1948
- Cibuláři – Anton Ingolič. Praha: Odeon, 1968

### Spisy
- Jaroslav Vrchlický als Kritiker und Literarhistoriker – dizertační práce. Wien: 1911
- České husovské rukopisy c. k. studijní knihovny v Olomouci – Olomouc: Vlastenecký spolek musejní (VSM), 1914
- Cankar a my – 1921[3]
- Dr. Mořic Remeš šedesátníkem – Olomouc: VMS, 1927
- Ještě jednou o olomouckých "Svatých schodech" – Olomouc: VSM, 1927
- Karel Sojka a začátky českého spolkového života v Olomouci: k osmdesátému výročí jeho narozenin – Olomouc: v. n., 1929
- Od osvobození k sjednocení: slavnostní proslov z oslav jihoslovanského státního svátku, uspořádané olomouckým odborem Československo-jihoslovanské ligy dne 1. prosince 1929 – Olomouc: ČJL, 1929
- Staré písemné památky v báni kostelíčka u Hranic – in: Ročenka Spolku k zachování a ozdobování filiálního kostela Narození Panny Marie v Hranicích. Hranice: Spolek..., 1930
- Padesát let olomouckého "Žerotína": 1880–1930 – Václav Hanno Jarka, B. Vybíral, Ferdinand Tomek. Olomouc: Pěvecko-hudební spolek Žerotín, 1931
- Ročenka Městského musea v Litovli – uspořádal Karel Sedlák; [Markýza píše do Litovle – Eugen Stoklas; Marie markýza Růžičková-Strozziová – Bohuš Vybíral; Vzpomínka – Gabriela Preissová; Vítězná cesta – Josef Koudelák; Duše vzácná – Josef Jan Frič; Charvátská tragédka a české Národní divadlo – Adolf Wenig; Vzpomínka – Rudolf Deyl; Naše ljubljena Štrocica – Gavrijela Horvátová; Mezi hladinou a dnem – Jan Čep; Ljubav za ljubav – Josef Husička; Nové paleolitické nálezy v Mladči u Litovle – Josef Skutil; Zpráva o činnosti Městského musea v Litovli – Karel Sedlák]. Litovel: Městské museum, 1936
- Slovinští profesoři na bývalém německém gymnasiu v Hranicích – Hranice: s. n., 1937
- Příspěvky k poznání života a práce Josefa Heřmana Agapita Gallaše. II, Třebechovický příklad a hranický záměr rodáckých sjezdů. Gallašova péče o mladé hranické adepty umění – Dolní Újezd: Záhorská kronika, 1941

### Jiné
- Almanach Akademického spolku ve Vídni: 1868–1908 – redakce Jaromír Doležal, Bohuš Vybíral; technickou část řídil Rudolf Kernau. Vídeň: v. n., 1909
- Hölders Schulausgaben tschechischer Schriftsteller: /Rezension/ – Berlin: Weidmann, 1914
- Časopis Vlasteneckého spolku musejního v Olomouci – redakční rada František Doucha, Mořic Remeš, Bohuš Vybíral. Olomouc: VSM, 1925–1928
- Program svečanosti otkrića spomenika, koga je podigao uz pomoć českog naroda odbor Československo-jugoslavenske lige u Olomoucu palim jugoslavenskim junacima – uredio [edice] Bohuš Vybíral; iz rukopisa preveo [přeložil] Bohuš Krupka. Olomouc: Bohuš Vybíral, 1926
- Druhých dvacet ročníků Časopisu vlasteneckého spolku musejního v Olomouci – sestavil rejstřík. Olomouc: VMS, 1929
- Romualdu Prombergrovi k pětasedmdesátce – uspořádal. Olomouc: 1931
- Bibliografický přehled publicistické a beletristické činnosti Kuneše Sonntaga – Praha: Československá akademie zemědělská, 1932
- Čtyřicet let novinářské a spisovatelské činnosti Dra Richarda Fišera v bibliografickém přehledu – Olomouc: VSM, 1932
- Druhý příspěvek k bibliografickému přehledu publikační činnosti Dra M. Remeše – Olomouc: s. n., 1937
- Katalog výstav Měsíc české knihy [a] Národ svým výtvarným umělcům: Olomouc v prosinci 1939 – seznamy spisovatelů hanáckého kraje pořídil a redigoval Bohuš Vybíral. Olomouc: Národní souručenství; Klub přátel umění (KPU), 1939
- Pověsti z kraje básníka F. S. Procházky. Kniha druhá – Josef Koudelák, Josef Vaca, Josef Vrbka; úvodní slovo napsal Bohuš Vybíral; kresby kreslili akademický malíř František Záleský a malířka Vlasta Čecháková. Olomouc: Okresní osvětový sbor (OOS), 1940
- Beletristický přínos olomouckého kraje: seznam spisovatelů a jejich knih – sestavil. Olomouc: OOS, 1940
- Matka – dítě – rodina ve výtvarném umění – pavilon ve Smetanových sadech v Olomouci; připomínka. Olomouc: KPU, 1940
- Do druhé padesátky: památník olomouckého "Žerotína" 1930–1940 – uspořádal. Olomouc: Žerotín, 1941
- Výstava lidového umění a krojů na Moravě: Olomouc – únor 1941 – pořádá: Klub přátel umění, Odbor ochrany matek a dětí při Okresní péči o mládež a Městský osvětový sbor v Olomouci. Olomouc: v. n., 1941[4]
- Z tvorby přerovských výtvarníků = Aus dem Schaffen der Prerauer bildenden Künstler – uspořádal; úvod Služba kráse napsal Josef Kulheim. Přerov: Jar. Strojil, 1944